# Naomi Preizler
Naomi Preizler (sinh ngày 12 tháng 10 năm 1991) là một người mẫu và nghệ sĩ thời trang người Argentina, được biết đến với "hình bóng dài, mái tóc vàng dài và khuôn mặt ái nam ái nữ ".

## Nghề nghiệp
Mặc dù được phát hiện ở tuổi 14 bởi một người hướng đạo người mẫu, Preizler đã không bắt đầu sự nghiệp người mẫu quốc tế cho đến khi cô học xong trung học. Cô bắt đầu sự nghiệp người mẫu quốc gia, tuy nhiên, ở tuổi 15. Được mệnh danh là "cô gái của thời điểm" của Clarín vào năm 2013, cô đã đi bộ cho Chanel, Givenchy, Balenciaga, Alexander Wang, Vivienne Westwood, Jean Paul Gaultier và Jeremy Scott, trong số những người khác. Cô cũng đã được chụp ảnh cho Harper's Bazaar Argentina, Vogue Russia, Vogue Italia, Phỏng vấn, Tình yêu và Grit. Preizler là gương mặt của BAFWEEK mùa thu / đông 2012. Cô cũng đã hát trong BAFWEEK 2013, kết thúc chương trình thời trang Desiderata.
Preizler cũng đã được công nhận là một nghệ sĩ. Cô học tại Học viện Nghệ thuật và Học viện Nghệ thuật New York của New York. Cô thường vẽ trong khi xếp hàng để trình diễn thời trang và phụ kiện, lấy cảm hứng từ quần áo và các người mẫu. Lấy cảm hứng từ những người theo chủ nghĩa biểu hiện như Gustav Klimt và Oskar Kokoschka, Preizler thường vẽ phụ nữ, "khuôn mặt phản chiếu" và chân dung tự họa. Một số bản phác thảo của cô được phát triển thành các bức tranh sử dụng màu sắc lòe loẹt và các đặc điểm phóng đại. Jean Paul Gaultier sở hữu một màu nước cô ấy làm từ anh ấy và Beth Ditto tại đêm chung kết của chương trình xuân hè 2011 của anh ấy. Thương hiệu người Argentina, AY Not Dead, đã cho ra mắt bộ sưu tập áo sơ mi có hình vẽ của Preizler, đó là sự tôn vinh dành cho Niki de Saint Phalle, người tập trung vào các đường cong của cơ thể phụ nữ. Cô cũng đã hợp tác với Vogue Italia và Harvey Nichols trong một dự án minh họa cho bộ sưu tập xuân hè 2012 của mình.

## Cuộc sống cá nhân
Preziler lớn lên trong một gia đình nghệ thuật, cha cô là một kiến trúc sư và đôi khi là họa sĩ sơn dầu, và bà của cô là một nhà điêu khắc. Preizler cư trú tại Brooklyn, New York và Buenos Aires.
Preizler là người gốc Đức. Cô ấy cũng là người Do Thái. Ông bà của cô là những người nhập cư Do Thái đã đến Argentina chạy trốn khỏi chủ nghĩa phát xít. Trong lễ hội tiểu thuyết lãng mạn Romántica Buenos Aires, cô đã tỏ lòng tôn kính với họ thông qua màn trình diễn trong đó cô đọc những bức thư tình của họ, chia sẻ chiếc bánh táo mà cô nấu với công thức của bà ngoại và mặc một chiếc váy thuộc về cô.